# Münsterländer pequeño

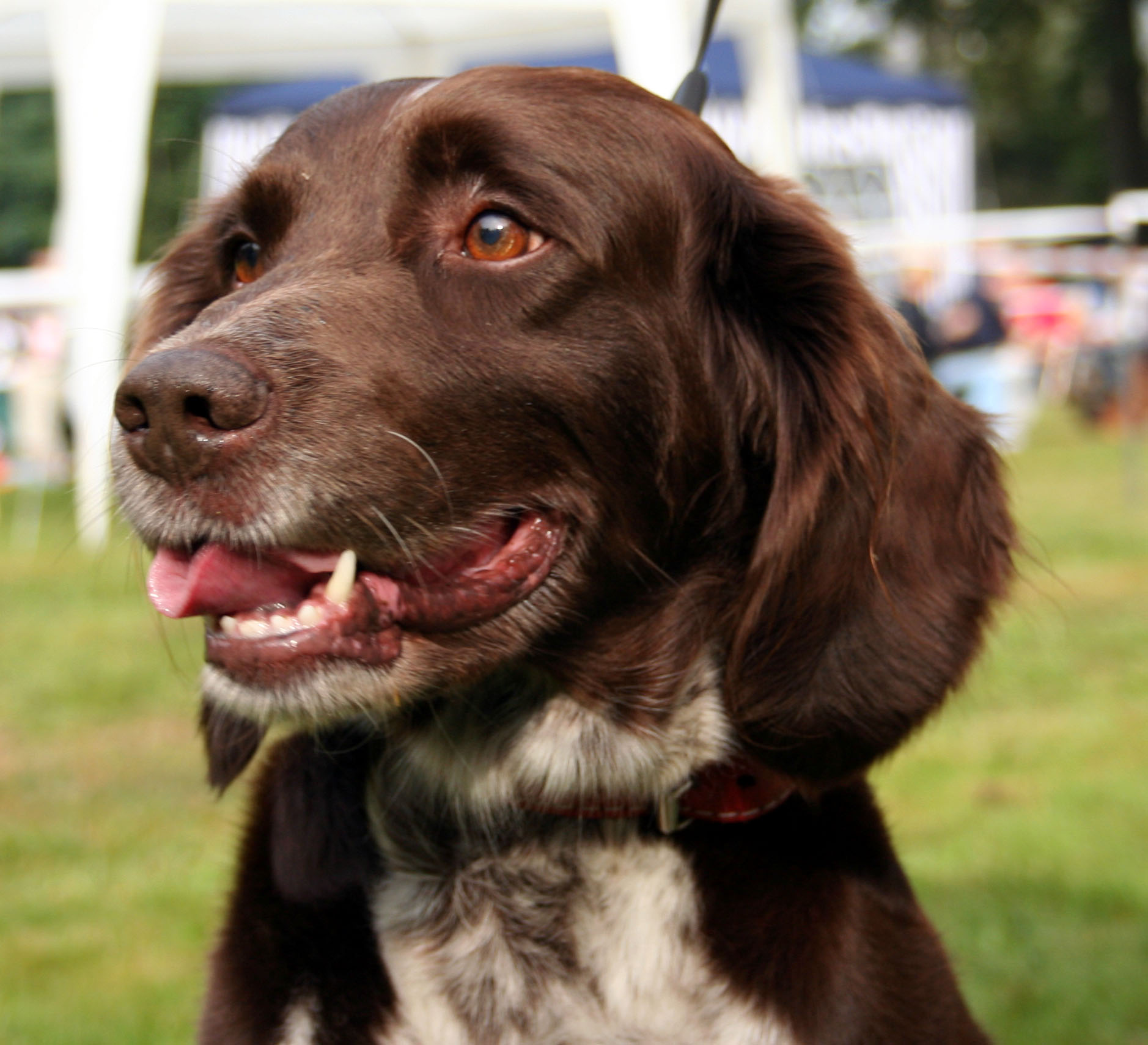
Los Munsterlanders pequeños deben tener ojos expresivos y amables

El Munsterlander pequeño (Kleiner Münsterländer) es un perro de caza versátil, tanto de muestra como de cobro, desarrollado en la región alemana de Münster
El Munsterlander grande es de la misma región, pero se desarrolló a partir de una raza diferente y no tienen relación entre sí como el nombre parece sugerir.
Los munsterlander pequeños tienen un semblante similar a los spaniel y los setter, pero son mucho más versátiles en la caza por tierra y agua. La raza está reconocida por la Fédération Cynologique Internationale bajo el grupo 7, sección 1.2, perros tipo pointer continentales de tipo spaniel y está relacionada con el Epagneul Français y el Perdiguero de Drenthe.
Otros nombres para esta raza son Spion en Alemania y Heidewachtel en Países Bajos.